# Кобелев, Александр Павлович
Александр Павлович Кобелев (1838—1897) — инженер-генерал-лейтенант Русской императорской армии.

## Биография
Александр Кобелев родился 2 августа 1838 года; происходил из дворян Тверской губернии; сын генерал-лейтенанта Павла Денисовича Кобелева. По окончании Первого кадетского корпуса в 1856 году, был выпущен прапорщиком в 6-й сапёрный батальон и через 2 года переведен в лейб-гвардии Сапёрный батальон. 
В 1870 году Кобелев, в чине полковника, был назначен командиром 4-го сапёрного (позднее — генерал-адъютанта графа Тотлебена) батальона и с ним принял участие в русско-турецкой войне 1877—1878 гг., где с 10 августа по 5 сентября был начальником переправы у Зимницы, а затем находился с батальоном под Плевной и укреплял позиции сначала для IX, а потом и для IV армейских корпусов Русской императорской армии. Вследствие тяжёлой болезни, этим боевая деятельность Кобелева и окончилась. 
Произведенный в декабре 1878 года в генерал-майоры, Кобелев в феврале 1879 года был назначен начальником 3-й сапёрной бригады и на этой должности показал большое знание полевого инженерного дела и специализации службы после чего был назначен в 1889 году членом инженерного комитета Главного инженерного управления по инспекции инженерных войск. Деятельность его, как инспектирующего, принесла инженерным войскам существенную пользу в отношении более правильной и однообразной постановки специального образования и по улучшению организации их технических материальных средств. 
В вопросах организации Кобелев преследовал цель, чтобы командир сапёрного батальона, как назначаемый в военное время корпусным инженером, ведал всеми техническими средствами корпуса ещё в мирное время. В соответствии с этой идеей, в 1894 году была проведена, при его деятельном участии, реорганизация сапёрных полевых и резервных частей с переформированием бывших военно-телеграфных парков в военно-телеграфные роты сапёрных батальонов. 
При Кобелеве также было разработано и утверждено новое положение о специальном образовании инженерных войск 1896 года. 
В январе 1895 года Кобелев был назначен на должность главного начальника инженеров. Однако, за кратковременное (около трёх лет) пребывание на этом посту, прерванное неожиданной смертью, Кобелев не успел настолько освоиться с новой деятельностью вообще и в частности со сравнительно мало знакомым ему крепостным и казарменным делом, чтобы провести какие-либо крупные мероприятия по модернизации войск.
Александр Павлович Кобелев умер 16 октября 1897 года в Швейцарии.
Был женат, в браке имел двоих детей; сын Александр дослужился до полковника.

## Награды
Имел награды:
- орден Святого Станислава 3-й степени (1864),
- орден Святой Анны 3-й степени (1866),
- орден Святого Станислава 2-й степени (1868),
- Императорская короны к ордену Святого Станислава 2-й степени (1870),
- орден Святой Анны 2-й степени (1872),
- орден Святого Владимира 4-й степени (1872),
- орден Святого Владимира 3-й степени с мечами (1879),
- орден Святого Станислава 1-й степени (1882),
- орден Святой Анны 1-й степени (1885),
- орден Святого Владимира 2-й степени (1892),
- Высочайшая благодарность (1896),
- орден Белого орла (1896),
- Высочайшая благодарность (1897),
- орден Железной короны 1-го класса (Австро-Венгрия, 1897).